# バレーボールアカデミー
バレーボールアカデミーは、日本バレーボール協会が2005年に創立した、世界に通用する女子バレーボール選手を育成する学校。2012年3月をもって解散。

## 概要
優秀な長身選手を早期に発掘し、大阪府貝塚市のJVA貝塚ナショナルトレーニングセンター（トレセン）で最高の指導者の下、長期間にわたってバレーボールの指導を行う。
バレーボールアカデミーのメンバーで編成されたチームはNT貝塚ドリームスと呼ばれる。生徒はトレセンに隣接する寮で共同生活を行っている。
2005年の第19回全国都道府県対抗中学バレーボール大会に特別参加した。
2012年3月、2012年度限りで本アカデミーが解散すると報じられた。
なお、国際バレーボール連盟（FIVB）が2009年に新潟県南魚沼市に設立した「FIVBバレーボールアカデミー」とは全く別の組織である。

## 参加資格
身長172cm以上、ジャンプの最高到達点275cm以上の女子中学生。

## 主な出身選手
Vリーグ入りした出身選手は下記の通り。
- 田村翔子（パイオニアレッドウィングス）
- 清水眞衣（PFUブルーキャッツ）
- 小笹奈津子（上尾メディックス）
- 藪田美穂子（トヨタ車体クインシーズ）
- 篠原沙耶香（NECレッドロケッツ）
- 白井美沙紀（東レ・アローズ）
- オクム大庭冬美ハウィ（日立リヴァーレ）